# Daniel López Alcañiz
Daniel López Alcañiz (Salamanca, 29 aprile 1982) è un ex cestista spagnolo, professionista nella Liga ACB.

## Palmarès
- Copa Príncipe de Asturias: 2

Breogán: 2008
Atapuerca Burgos: 2013